# Роскілльський собор

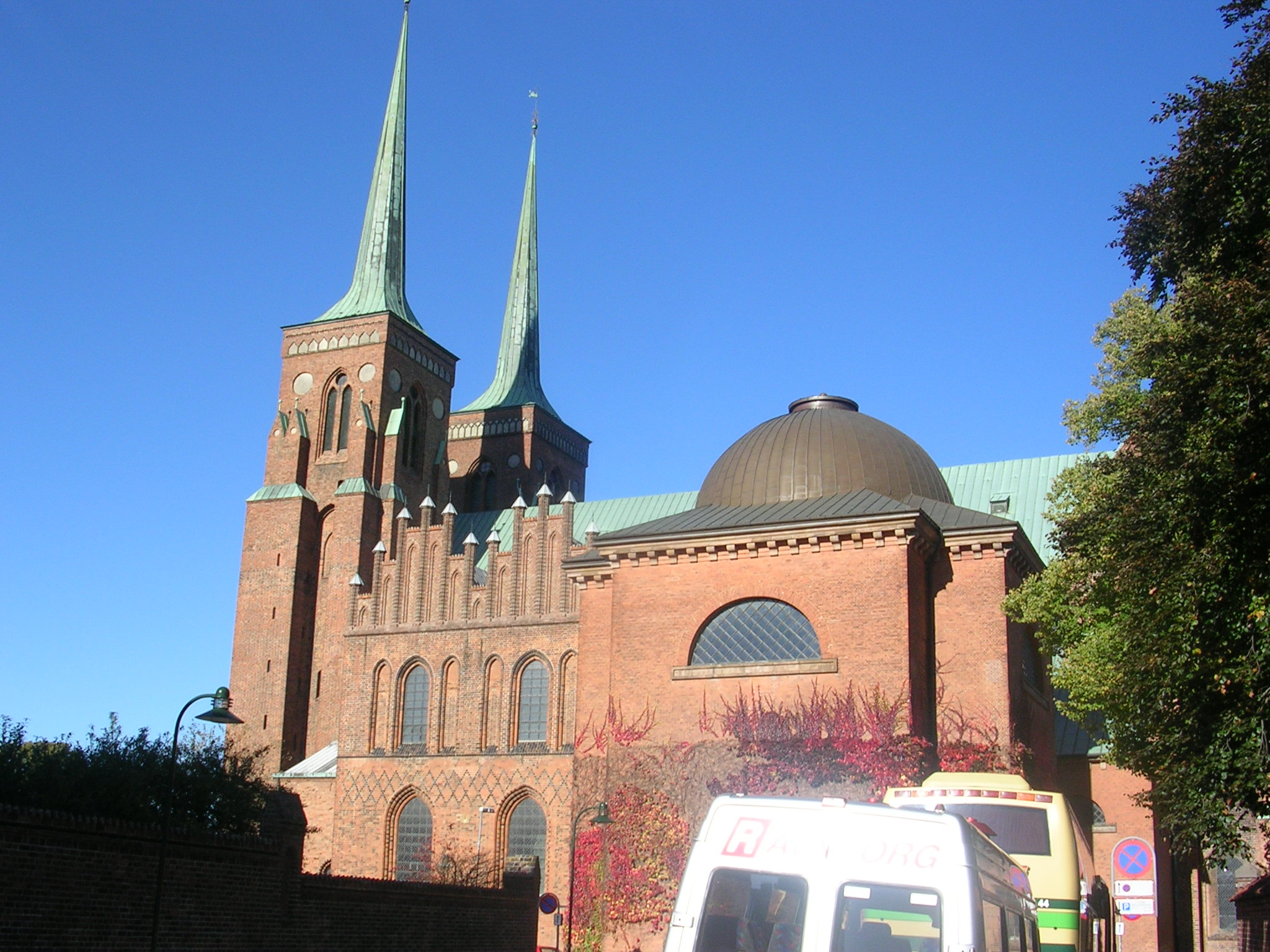

Ро́скілльський кафедра́льний собо́р — головний кафедральний собор Данії в місті Роскілле, усипальниця данських королів, зразок цегляної готики. 1995 року внесений ЮНЕСКО у список світової спадщини.

## Історія
Уже на початку доби Середньовіччя собор був однією з найвідоміших церков Данії та слугував катедральним собором єпархії острова Зеландія, а від 1923 року — Роскілльської єпархії.
Сучасному собору передували принаймні дві церкви. Перша з них, зведена Гаральдом Синьозубим, була дерев'яна, однак в XI столітті її послідовно замінено однією чи двома кам'яними з травертину. Близько 1080 року єпископ Свен Нурдман звів тринавну базиліку.
1170 року єпископ Абсалон розпочав будівництво цегляної церкви в романському стилі з довгим і широким поперечним нефом, однак згодом єпископ Петер Сунесон змінив конструкцію собору в стилі французької готики. Будівництво нинішньої церкви завершено 1280 року, але відтоді кожне століття вносило зміни до її вигляду і внутрішнього оздоблення.
До Реформації, що почалась у Данії 1536 року, собор був католицьким, який окрім головного вівтаря мав кілька інших, в тому числі й у прибудованих капелах.
Після Реформації бічні вівтарі усунено. Відтоді всі данські королі й майже всі данські королеви були поховані в соборі та прибудованих до нього королівських капелах. У соборі є кілька поховань, що належать до періоду Середньовіччя. Найшанованішим з них є саркофаг королеви Марґрете Данської. Разом у соборі розміщено 39 гробниць. За волею останнього короля Фредеріка IX і його дружини Інгрід для них зведено мавзолей за стінами собору.

## Королі й королеви, поховані у меморіальному комплексі собору
- Гаральд I Синьозубий бл. 950 — бл. 985 (D1) (гробниця пуста)
- Свейн II Данський 1047—1074 (D3)
- Маргрета I 1375—1412 (С2)
- Хрістофер Баварський пом. 1363 (D5)
- Кристіан I 1448—1481 та Доротея Бранденбурзька (D2)
- Кристіан III 1534—1559 (E3) та Доротея Саксен-Лауенбурзька
- Фредерік II 1559—1588 (E4) та Софія Мекленбург-Ґюстровська
- Кристіан IV 1588—1648 (M1) та Анна-Катерина Бранденбурзька (M2)
- Фредерік III 1648—1670 (M4) та Софія Амалія Брауншвейг-Люнебурзька (M5)
- Кристіан V 1670—1699 (D6) та Шарлотта Амалія Гессен-Кассельська (D7)
- Фредерік IV 1699—1730 (D8) та Луїза Мекленбург-Ґюстровська (D9) й Анна Софія Ревентлов
- Кристіан VI 1730—1746 (F1) та Софія Магдалена Бранденбург-Кульмбаська (F2)
- Фредерік V 1746—1766 (F3) Луїза Великобританська (F4) та Юліана-Марія Брауншвейг-Вольфенбюттельська (F5)
- Кристіан VII 1766—1808 (F6)
- Фредерік VI 1808—1839 (F7) та Марія Гессен-Кассельська (F8)
- Кристіан VIII 1839—1848 (F9) та Кароліна Амалія Августенбурзька (F10)
- Фредерік VII 1848—1863 (F11) та Луїза Расмуссен (F12)
- Кристіан IX 1863—1906 та Луїза Гессен-Кассельська (P1)
- Фредерік VIII 1906—1912 та Луїза Шведська (P2)
- Кристіан X 1912—1947 та Александріна Мекленбург-Шверінська (P3)
- Фредерік IX 1947—1972 та Інгрід Шведська (S1)

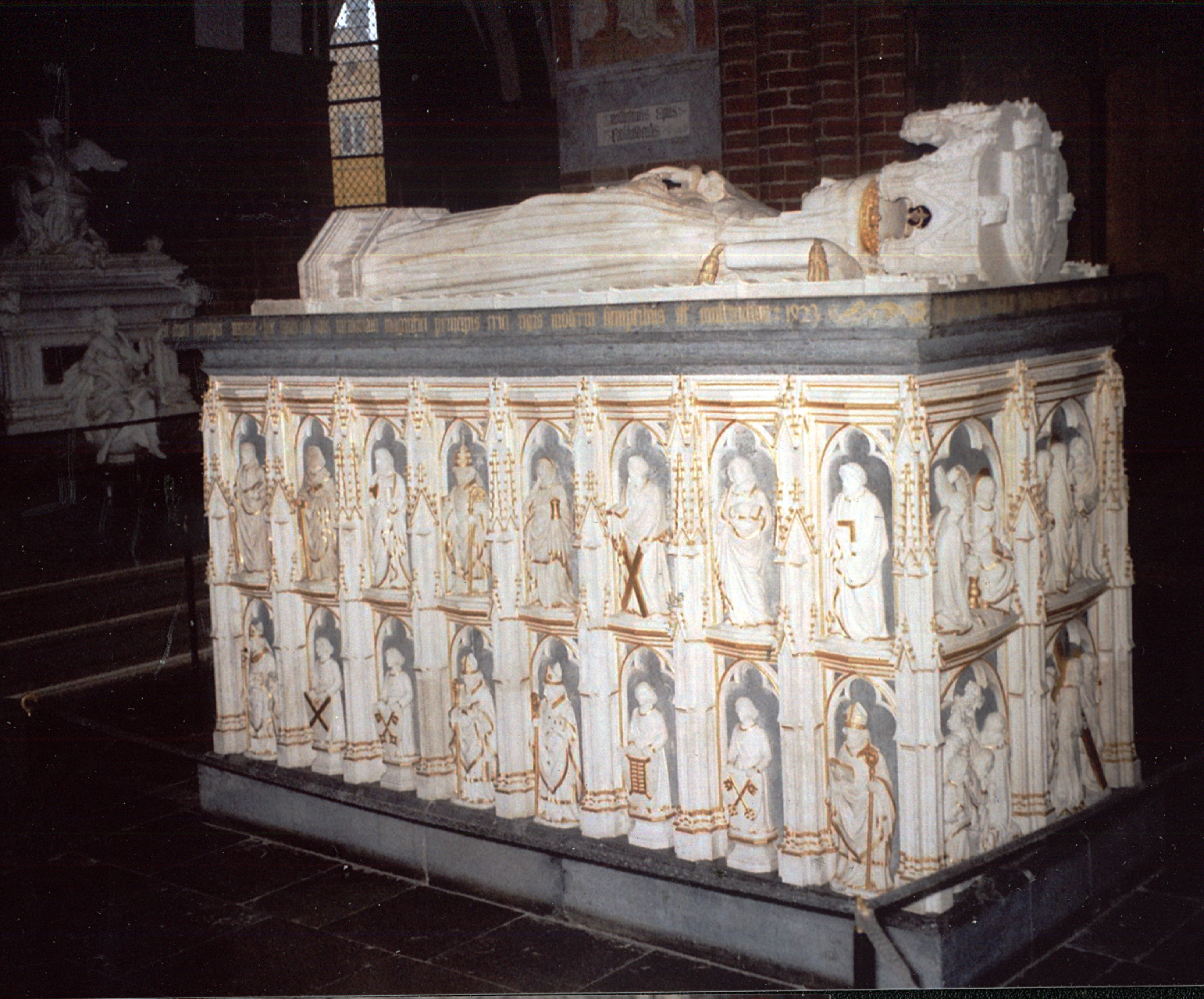
Роскілле. Саркофаг Маргрети I
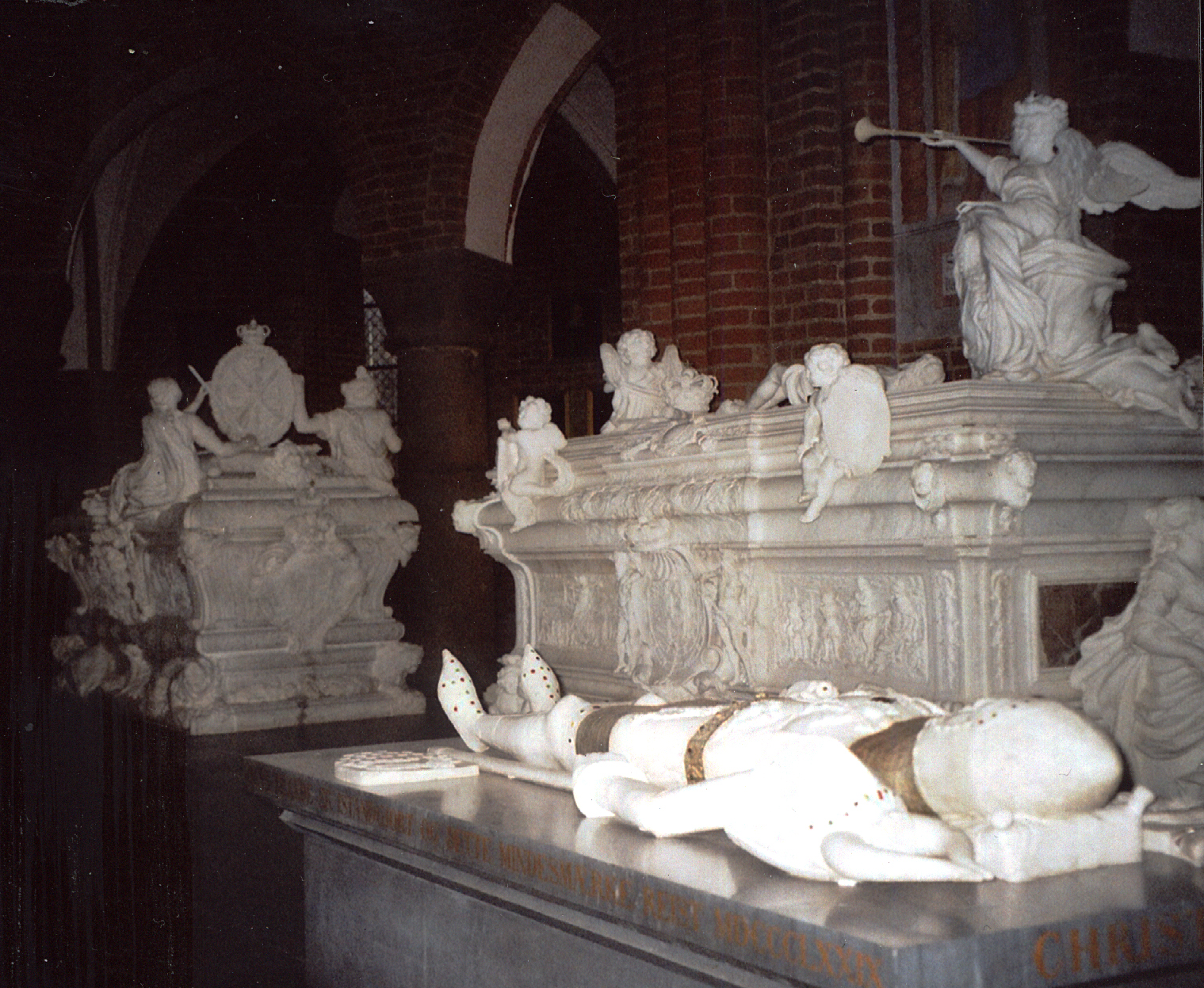
Роскілле. Гробниця герцога Хрістофера (брата Маргрети I), поряд – Фредеріка IV, на задньому плані – Кристіана V.
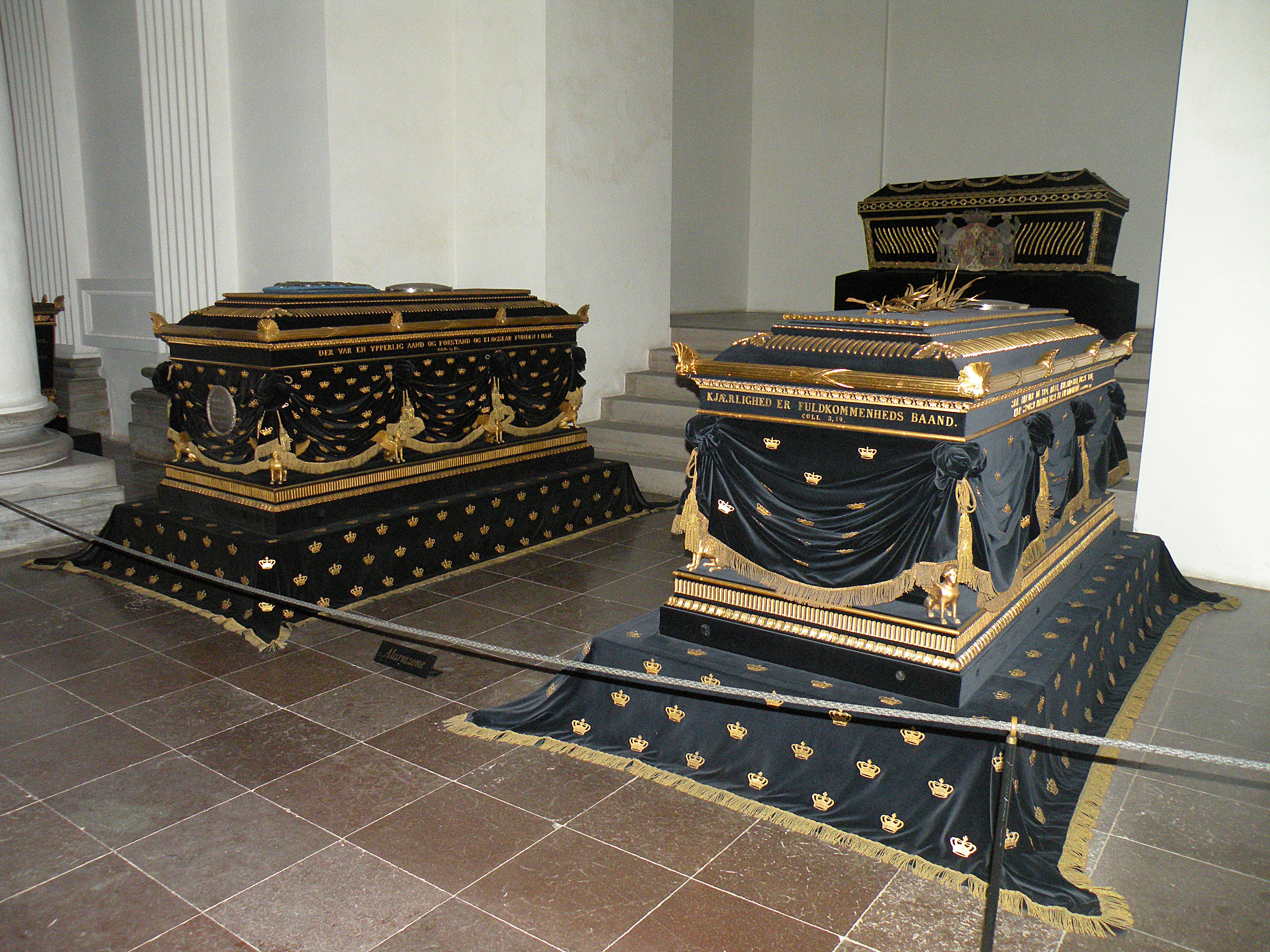
Роскілле. Капелла Фредеріка V